# Micelláris elektrokinetikus kapilláris kromatográfia
A micelláris elektrokinetikus kapilláris kromatográfia (micellar electrokinetic capillary chromatography, MEKC) olyan kapilláris elektroforetikus módszer, ami azon alapszik, hogy az elválasztandó komponensek különbözőképpen oszlanak meg a hidrofób belső terű micellák és a pufferelektrolit között. Anionos felületaktív anyagokat (például nátrium-dodecil-szulfát) a kritikus micellaképződési koncentráció fölötti mennyiségben adnak az elektrolithoz.